# Robson (Name)
Robson bzw. Róbson ist ein Vor- und Familienname. Zu Herkunft und Bedeutung siehe Robinson.

## Namensträger

### Familienname

#### A
- Adam Robson (1928–2007), schottischer Rugby-Union-Spieler
- Agata Bielik-Robson (* 1966), polnische Philosophin und Publizistin
- Ajay Robson (* 2003), singapurischer Fußballspieler
- Alan Robson (* 1953), britischer Radiomoderator
- Arthur Mayo-Robson (1853–1933), britischer Chirurg

#### B
- Barry Robson (* 1978), schottischer Fußballspieler
- Ben Robson (* 1984), britischer Schauspieler und Model
- Bill Robson (Fußballspieler, 1900) (William Robson; 1900–??), englischer Fußballspieler
- Bill Robson (Fußballspieler, 1906) (William Robson; 1906–1960), englischer Fußballspieler
- Billy Robson (Fußballspieler, 1912) (William Pace Robson; 1912–1985), englischer Fußballspieler
- Billy Robson (Fußballspieler, 1931) (William Henderson Robson; 1931–2019), englischer Fußballspieler
- Bobby Robson (1933–2009), englischer Fußballspieler und -trainer
- Brian Robson (* 1945), britischer Autor
- Bryan Robson (* 1957), englischer Fußballspieler und -trainer

#### C
- Christopher Robson (* 1953), britischer Sänger (Countertenor)
- Craig Robson (Fußballspieler) (* 1991), britischer Fußballspieler
- Craig R. Robson (* 1959), britischer Ornithologe

#### D
- Dick Robson (1867–1928), australischer Politiker
- Donald Robson (* 1937), britisch-australischer Physiker

#### E
- Eddie Robson (* 1978), britischer Schriftsteller
- Edward Robson (1763–1813), britischer Botaniker
- Eleanor Robson  (* 1969), britische Wissenschaftshistorikerin und Altorientalistin
- Ethan Robson (* 1996), englischer Fußballspieler
- Euan Robson (* 1954), schottischer Politiker

#### F
- Flora Robson (1902–1984), britische Schauspielerin

#### G
- Gary Robson (* 1967), englischer Dartspieler
- Graeme Robson (* 1958), neuseeländischer Badmintonspieler und -trainer
- Graham Robson (1936–2021), britischer Motorsportfunktionär
- Guillermo Robson, argentinischer Tennisspieler
- Guy Coburn Robson (1888–1945), britischer Zoologe

#### H
- Hal Robson (1911–1996), kanadisch-US-amerikanischer Automobilrennfahrer
- Hal Robson-Kanu (* 1989), englischer Fußballspieler
- Heather Robson (1928–2019), neuseeländische Badmintonspielerin
- Helen Robson Walton (1919–2007), US-amerikanische Milliardärin

#### I
- Inga-Stina Robson, Baroness Robson of Kiddington (1919–1999), schwedisch-britische Politikerin

#### J
- Jack Robson (1860–1922), englischer Fußballtrainer
- James Robson (Verleger) (1733–1806), britischer Verleger und Buchhändler
- James Robson (Bibliothekar) (* 1949), neuseeländischer Bibliothekar
- James Robson (Religionswissenschaftler) (* 1965), US-amerikanischer Religionswissenschaftler, Linguist und Hochschullehrer
- James Wells Robson (1867–1941), kanadischer Politiker
- Jamie Robson (* 1997), schottischer Fußballspieler
- Jeffrey Robson (1926–2022), neuseeländischer Tennis- und Badmintonspieler
- Jennifer Mary Robson, Geburtsname von Jenny Shipley (* 1952), neuseeländische Politikerin
- Jimmy Robson (James Robson; 1939–2021), englischer Fußballspieler
- John Robson (Politiker) (1824–1892), kanadischer Politiker und Journalist
- John Robson (Fußballspieler) (1950–2004), englischer Fußballspieler
- John Robson (Leichtathlet) (* 1957), britischer Mittelstreckenläufer
- José Róbson do Nascimento (Róbson; * 1969), brasilianischer Fußballspieler und Politiker
- Joseph Robson, chilenischer Fußballspieler
- Judith Robson (* 1939), US-amerikanische Politikerin
- Justina Robson (* 1968), englische Schriftstellerin

#### L
- Laura Robson (* 1994), britische Tennisspielerin
- Lucia St. Clair Robson, US-amerikanische Schriftstellerin
- Luis Robson (* 1974), brasilianischer Fußballspieler

#### M
- Mark Robson (1913–1978), kanadischer Filmregisseur und -produzent
- Mark Robson (Komponist) (* 1957), US-amerikanischer Komponist und Pianist
- Matt Robson (* 1950),  neuseeländischer Politiker
- Matty Robson (* 1985), englischer Fußballspieler
- May Robson (1858–1942), australische Schauspielerin
- Melissa Robson (* 1969), britische Künstlerin, siehe Stella Vine

#### N
- Naomi Robson (* 1961), australische Radiomoderatorin
- Nigel Robson (Sänger) (* 1955), britischer Sänger (Tenor)
- Nigel Robson (Schachspieler), englischer Fernschachspieler
- Norman Keith Bonner Robson (* 1928), britischer Botaniker

#### P
- Phil Robson (* 1970), britischer Jazzmusiker
- Pop Robson (* 1945), englischer Fußballspieler

#### R
- Ray Robson (* 1994), US-amerikanischer Schachspieler

#### S
- Sarah Robson (* 1987), nordirische Fußballspielerin
- Stephen Robson (* 1951), britischer Geistlicher, Bischof von Dunkeld
- Stewart Robson (* 1964), englischer Fußballspieler

#### W
- Wade Robson (* 1982), australischer Choreograf
- Wayne Robson (1946–2011), kanadischer Schauspieler
- William A. Robson (1895–1980), britischer Politikwissenschaftler
- William Robson (Politiker, 1843) (1843–1920), australischer Politiker
- William Robson, Baron Robson (1852–1918), britischer Jurist und Politiker (Liberal Party)
- William Robson (Politiker, 1864) (1864–1941), kanadischer Politiker
- William Robson (Politiker, 1869) (1869–1951), australischer Politiker
- William Robson (Tennisspieler), argentinischer Tennisspieler
- William N. Robson (1906–1995), US-amerikanischer Drehbuchautor, Hörfunkregisseur und Produzent
- William P. B. Robson (William Bertie Provost Robson; * 1959), kanadischer Wirtschaftswissenschaftler

#### Y
- Yvonne Robson (* 1999), südafrikanische Hochspringerin

### Z
- Zuleika Robson (* 1953), britische Filmschauspielerin und Kinderdarstellerin

### Vorname und Kurzname
- Róbson, Kurzname von José Róbson do Nascimento (* 1969), brasilianischer Fußballspieler und Politiker
- Robson dos Santos Fernandes (* 1991), brasilianischer Fußballspieler
- Robson Alves da Silva (* 1986), brasilianischer Fußballspieler (Flamengo, Gold Coast United)
- Robson Alves de Barros (* 1997), brasilianischer Fußballspieler, siehe Robson Bambu
- Robson Ferreira de Almeida (* 1982), brasilianischer Fußballspieler (EC Vitória)
- Robson Luis Pereira da Silva (* 1974), brasilianischer Fußballspieler (Spartak Moskau)
- Róbson Michael Signorini (* 1987), brasilianischer Fußballspieler (FC Santos), siehe Robinho (Fußballspieler, 1987)
- Robson Severino da Silva (* 1983), brasilianischer Fußballspieler (Vitória Setúbal, CS Marítimo)
- Robson Silva de Assis (* 1988), brasilianischer Fußballspieler (MKE Ankaragücü)
- Robson de Souza (* 1984), brasilianischer Fußballspieler, siehe Robinho